# Войбокало (селище)
Во́йбокало (рос. Войбокало) — селище в Кіровському районі Ленінградської області, Росія. Належить до муніципального утворення Шумське сільське поселення. 

## Географія
Селище розташоване в східній частині району. 
Межа селища при станції Войбокало, проходить по межі селища Конці, по річці Сар'ї, далі по південній і західній межі 142-го кварталу Войбокальского дільничного лісництва Кіровського лісництва — філії ЛОГУ «Лєноблліс» і по смузі відведення земель ВАТ «Російські залізниці»..
Через селище при станції Войбокало проходить автодорога Лаврово — Шум — Ратниця. Недалеко розташована станція Войбокало. Крім селища, у Шумськом сільському поселенні є також село Войбокало.

## Історія
Згідно із законом від 29 листопада 2004 року № 100-оз належить до муніципального утворення Шумське сільське поселення.

## Населення
| 2007 | 2010 | 2011 | 2017 |
| ---- | ---- | ---- | ---- |
| 293  | ↗319 | ↗325 | ↘322 |